# 船舶法
船舶法（せんぱくほう、明治32年3月8日法律第46号）は、日本船舶に対する行政的保護と取締を目的とした、日本船舶の国籍要件とその法的効果、船舶登記、船舶登録、船舶国籍証書などに関する日本の法律である。
1899年（明治32年）3月8日に公布された。

## 船舶法の適用

### 船舶の定義
船舶法においては、船舶の定義が規定されていないが、日本船舶の国籍取得の趣旨及び船舶法第20条の小型船舶の例示から考えて、「社会通念上の船舶」を指すものとされる。
社会通念上の船舶とは、「物の浮揚性を利用して、水上を航行する用に供される一定の構造物」をいう。この点において、船舶を「商行為をする目的で航海の用に供する船舶」（商行為船かつ航海船）と定義する商法第684条の定義とは異なる。
船舶法及び商法における登記、登録等の義務は、船舶法第1条の日本船舶にあっても、推進機、帆装等の自ら航行できる機能（自航性）を有しない船舶には課せられない。沈没船・座礁船も船舶である。なお、推進器を有しない浚渫船は、船舶法施行細則第2条により船舶とはみなされない。台船、作業船なども自力航行の力がなく我が国では船舶として取り扱わない。諸外国ではこれらも船舶として扱う。

### 適用除外
次に掲げる船舶には、船舶法の全部又は一部の適用がない。
1. 防衛大学校を含む海上自衛隊の船舶については、船舶法の全部が適用されない（自衛隊法第109条第2項）。
2. 日本船舶のうち、総トン数20トン未満の船舶、端舟、ろかい舟等については、船舶法のうち、船舶登記、船舶登録等に係る規定が適用されない（船舶法第20条）。
  - このうち、総トン数20トン未満の漁船法上の漁船については、総トン数1トン未満の無動力漁船を除き、小型漁船の総トン数の測度に関する政令及び省令により、船舶の総トン数の測度及び船名の標示についてのみ適用がある（漁船法第22条）。

総トン数20トン以上の船舶については、漁船であっても、船舶法の適用がある。総トン数20トン以上の日本船舶の所有者は、日本国内に船籍港を定め、船籍港を管轄する管海官庁に総トン数の測度を申請し、船舶の登記及び登録をして船舶国籍証書の受有をしなければ、船舶を航行の用に供することはできない。

### 小型船舶
漁船を除く総トン数20トン未満の船舶（小型船舶）の登録及び総トン数の測度に関する事務（登録測度事務）は、小型船舶の登録等に関する法律（小型船舶登録法）に規定されている。
小型船舶の登録測度事務は、同法に基づき、国に代わって小型船舶の検査事務等を行う日本小型船舶検査機構（JCI）が実施している（同法第21条第1項）。
小型船舶の所有者は、日本小型船舶検査機構に対して登録測度を申請し、小型船舶登録原簿に登録されなければ、小型船舶を航行の用に供することはできない（同法第3条本文）。ただし、小型船舶登録原簿に登録される前であっても、臨時航行許可証の交付を受けた場合等は、この限りでない（同条ただし書）。

## 日本船舶の国籍要件
国際法上、船舶は国籍（船籍）をもたなければならない。公海条約（1958年）第5条と国連海洋法条約第94条で、国籍取得の条件として船舶と旗国との間に「真正な関係」（genuine link）が存在しなければならないと規定されているが、国連海洋法条約は国籍付与の要件、基準については介入しないとする立場をとり、各国の国内法に委ねられている。日本においては、船舶所有権の全部を必要とする所有者主義をとっており、具体的には、以下の要件を満たす必要がある（船舶法第1条）。
1. 日本の官庁（国の機関）または公署（地方公共団体の機関）の所有に属する船舶
2. 日本国民の所有に属する船舶
3. 日本の法令により設立した会社で、代表者の全員及び業務執行役員の3分の2以上が日本国民であるものの所有に属する船舶（この要件については、日本企業でも外国人が経営に参画することが多くなってきたことから、平成11年の一部改正により要件が緩和された[注釈 1]。）
4. 上記3．以外の法人であって、日本の法令により設立し、代表者の全員が日本国民であるものの所有に属する船舶

## 日本船舶の特権・義務

### 日本船舶の特権

#### 国旗掲揚権
国際法上、国旗の掲揚は、その船舶がその国の国籍を持つことを推定させる効果がある（船舶法第2条）。

#### 不開港場への寄港及び沿岸貿易権
日本船舶でなければ、不開港場に寄港し、又は日本各港に間において物品又は旅客の運送をすることができない（船舶法第3条本文）。ただし、法律若しくは条約に別段の定めがあるとき、海難若しくは捕獲を避けようとするとき又は国土交通大臣の特許を得たときは、この限りでない（同条ただし書）。このように、日本船舶は、日本の不開港場に寄港する権利及び日本の各港間で旅客及び貨物を輸送する権利が付与されている。
不開港場とは、関税法施行令別表1に掲げる港以外の港をいう。
これらの特権を行使するためには、船舶国籍証書の交付を受けていなければならない。不開港場への寄港及び沿岸貿易権を自国船舶のみに認めているのは、国内海運業を保護するためであるとされる。

### 日本船舶の義務

#### 登記・登録の義務
日本船舶の所有者は、日本に船籍港を定め、その船籍港を管轄する管海官庁に船舶の総トン数の測度を申請しなければならない（船舶法第4条第1項）。そして、日本船舶の所有者は、登記をした後、船籍港を管轄する管海官庁に備えた船舶原簿に登録しなければならない（船舶法第5条第1項）。このように、わが国では、船舶登記と船舶登録の二元制度が採用されている。
船舶原簿に登録したときは、管海官庁は、船舶国籍証書を交付しなければならず（船舶法第5条第2項）、交付を受けた船舶国籍証書は、船長が、船内に備え置かなければならない（船員法第18条第1項第1号）。

#### 国旗の掲揚・標示の義務
日本船舶は、法令の定めるところに従い、日章旗を掲げ、かつ、その名称、船籍港、番号、総トン数、喫水の尺度その他の事項を標示しなければならない（船舶法第7条、国旗及び国歌に関する法律附則）。
なお、次の場合には、国旗を船舶の後部に掲揚しなければならない（船舶法施行細則第43条）。
1. 日本国の灯台又は海岸望楼から要求されたとき
2. 外国の港を出入するとき
3. 外国貿易船が日本国の港を出入するとき
4. 法令に別段の定めがあるとき
5. 管海官庁から指示があったとき
6. 海上保安庁の船舶又は航空機から要求されたとき

また、船名の標示については、船首両舷の外部に船名、船尾外部の見易い場所に船名及び船籍港名を10センチメートル以上の漢字、平仮名、片仮名、アラビア数字、ローマ字又は国土交通大臣が指定する記号で記さなければならない（船舶法施行細則第44条第1項第1号）。

#### 船舶国籍証書の検認を受ける義務
日本船舶の所有者は、国土交通大臣が定める期日までに、船舶国籍証書をその船舶の船籍港を管轄する管海官庁（その船舶の運航上の都合によってやむを得ない事由があるときは、最寄りの管海官庁）に提出し、その検認を受けなければならない（船舶法第5条の2第1項）。
上記期日は、船舶の種別によって、次のとおり異なる（船舶法第5条の2第2項）。
- 総トン数百トン以上の鋼製船舶 - 船舶国籍証書の交付を受けた日又は船舶国籍証書について前回の検認を受けた日から4年を経過した日
- 総トン数百トン未満の鋼製船舶 - 船舶国籍証書の交付を受けた日又は船舶国籍証書について前回の検認を受けた日から2年を経過した日
- 木製船舶 - 船舶国籍証書の交付を受けた日又は船舶国籍証書について前回の検認を受けた日から1年を経過した日

## 船舶の公示・識別

### 船舶の公示
わが国では、船舶登記と船舶登録の二元制度が採用されているが、船舶登記の趣旨は、船舶に関する権利変動を公示して取引の安全を図るという私法上の目的から登記所（法務局）に属させる点にあり、船舶登録の趣旨は、船舶の国籍を証明して行政上の取締及び管理を行うという公法上の目的から管海官庁に属させる点にある。

### 船舶の識別

#### 船籍港
船籍港（port of registry）は、船舶の登録を行い、船舶国籍証書が交付される地を示し、日本船舶の主たる根拠地を意味する。
船籍港は、当該船舶所有者の住所地に定めなければならないが、住所が日本にない場合又は船籍港とすべき市町村が船舶の航行し得べき水面に接していない場合その他やむを得ない事由がある場合は、住所地以外の地に定めることができる（船舶法施行細則第3条第3項）。
船長は、船籍港外においては、船舶について抵当権を設定すること及び借財をすることを除き、船舶所有者に代わって航海のために必要な一切の裁判上又は裁判外の行為をする権限を有する（商法第708条第1項）。そのため、船籍港は、船長の代理権の範囲を定める標準ともなる。

#### 船舶の総トン数
船舶の大きさの指標については、「1969年の船舶のトン数の測度に関する国際条約」（TONNAGE条約）に基づき、船舶のトン数の測度に関する法律（トン数法）が定められている。
トン数法は、国際総トン数、総トン数、純トン数及び載貨重量トン数の4種類のトン数を定めている。国際トン数及び純トン数は、国際トン数証書に記載され（トン数法第3条第5項）、総トン数は、船舶国籍証書に記載される。載貨重量トン数は、造船契約、用船契約等において広く使用されている。
総トン数は、船舶の個性又は同一性を識別するものであって、船舶の登記・登録を受けるための基礎事項となるのみならず、船舶に関する法令の適用基準や、課税・手数料の徴収基準となっている。

## 船舶国籍証書
船舶国籍証書は、その船舶が日本国籍を有すること及び船舶の個性又は同一性を証明する公文書であり、管海官庁が日本船舶を船舶原簿に登録した後、その所有者に対して交付される（船舶法第5条）。
船舶国籍証書が交付される船舶は、総トン数20トン以上の日本船舶である。小型船舶については、国籍証明書の交付を受けることができる（小型船舶登録法第25条）。船舶法及び小型船舶登録法の適用がない日本船舶に対しては、日本船舶であることの証明書交付規則（平成14年5月1日国土交通省告示第351号）に基づき、「日本船舶であることの証明書」の交付を受けることができる。
船舶国籍証書は、船舶の国籍を証明するとともに、船舶の総トン数及び尺度を証明する機能を有する。
船舶登録制度の適用がある船舶は、法令に別段の定めがある場合を除き、船舶国籍証書又は仮船舶国籍証書の交付を受けた後でなければ、日本の国旗を掲揚し、又は航行させることができない（船舶法第6条）。
船舶国籍証書への記載は、船舶登記とともに、船舶所有権移転の対抗要件となっている（商法第687条、船舶法第35条第1項）。
船舶国籍証書の記載事項に変更を生じたときは、船舶所有者がその事実を知った日から2週間以内に書換申請をしなければならない（船舶法第11条）。
船舶が日本国籍を有すること及び船舶の個性又は同一性を証明する公文書としては、船舶国籍証書のほか、仮船舶国籍証書が存在する。
仮船舶国籍証書の交付要件は、次のとおりである。
1. 船舶国籍証書又は仮船舶国籍証書が滅失若しくは毀損し、又はこれ記載した事項に変更を生じたとき
  1. 外国の港に碇泊する間 - その地の領事が交付する（船舶法第13条第1項、第19条、第32条第1項）
  2. 外国に航行する途中 - 最初に到著した地の領事が交付する（船舶法第13条第2項、第19条、第32条第1項）
  3. 前2項の規定に従って仮船舶国籍証書の交付を受けることができないとき - その後最初に到著した地の領事が交付する（船舶法第13条第3項、第19条、第32条第1項）
2. 日本において船舶を取得した者がその取得地を管轄する管海官庁の管轄区域内に船籍港を定めないとき - 取得地の管海官庁が交付する（船舶法第15条）
3. 外国において船舶を取得した者 - その地の領事が交付する（船舶法第16条第1項、第32条第1項）

仮船舶国籍証書の有効期限は、外国において交付する場合は1年以内、日本において交付する場合は6月以内とされる（船舶法第17条第1項、第2項）。やむを得ない事由があるときは、さらに仮船舶国籍証書の交付を受けることができる（同条第3項）。
船舶が船籍港に到著したときは、仮船舶国籍証書は、有効期間満了前であってもその効力を失う（船舶法第18条）。